# Pascal Raspollini
Pascal Raspollini, né le 15 mai 1955 à Villerupt, est un footballeur français qui évoluait au poste d'attaquant. Il a joué pour le FC Metz entre 1976 et 1982. Avant Metz, il a évolué en tant qu'amateur en DH à la JS Thil puis à l'US Rehon.

## Carrière
- 1972-1975 : JS Thil
- 1975-1976 : US Rehon
- 1976-1977 : FC Metz, 14 matchs 6 buts
- 1977-1978 : FC Metz, 22 matchs 2 buts
- 1978-1979 : FC Metz, 16 matchs 1 but
- 1979-1980 : RCFC Besançon, 31 matchs 10 buts
- 1980-1981 : FC Metz, 31 matchs 10 buts
- 1981-1982 : FC Metz, 40 matchs 2 buts
- 1982-1984 : FC Rouen, 42 matchs 4 buts
- 1984-1985 : CS Cuiseaux-Louhans, 18 matchs 4 buts
- 1985-1986 : US Forbach, 17 matchs 2 buts
- 1986-1989 : CSO Amnéville